# Catocala demaculata
Catocala demaculata là một loài bướm đêm trong họ Erebidae.